# Acrogenospora setiformis
Acrogenospora setiformis är en svampart som först beskrevs av Carl (Karl) Friedrich Wilhelm Wallroth, och fick sitt nu gällande namn av M.B. Ellis 1972. Acrogenospora setiformis ingår i släktet Acrogenospora och familjen Hysteriaceae.   Inga underarter finns listade i Catalogue of Life.